# Kanal Svetog Bartolomeja
Kanal Svetog Bartolomeja (fra. Canal de Saint Barthélemy; špa. Canal de Saint Barthélemy) je tjesnac u Karipskom moru koji odvaja francusku prekomorsku zajednicu Sveti Bartolomej i otok Sveti Martin, koji je podijeljen između zasebne francuske prekomorske zajednice i Sint Maartena, konstitutivne zemlje Kraljevine Nizozemske. Pomorska granica između Svetog Bartolomeja i Sint Maartena prolazi kroz kanal Svetog Bartolomeja.